# Paphiopedilum spicerovenustum
Paphiopedilum spicerovenustum là một loài thực vật có hoa trong họ Lan. Loài này được Pradhan mô tả khoa học đầu tiên năm 1979.